# Geghhovit
Geghhovit ou Geghahovit (en arménien Գեղհովիտ ; jusqu'en 1968 Verin Gharanlugh) est une communauté rurale du marz de Gegharkunik, en Arménie. 

## Géographie
Fondée au XVe siècle, elle compte 6 468 habitants en 2008 et comprend les villages de Nshkhark et de Lernahovit.